# Johanniterkommende Duisburg
Die Johanniterkommende Duisburg war eine Niederlassung des Johanniterordens in Duisburg (Nordrhein-Westfalen). Sie wurde um 1150 gegründet und wohl in den 1240er Jahren zur selbstständigen Kommende erhoben. Sie ist damit vermutlich die älteste bzw. erste Niederlassung der Johanniter auf deutschem Boden. Mit Einführung der Reformation wurde das Ordenshaus an die Kommende Herrenstrunden angeschlossen; in den Jahrzehnten darauf verwaiste der Konvent. Die Gebäude und der Grundbesitz blieben aber im Besitz der Kommende Herrenstrunden bis zur Säkularisation 1803.

## Lage
Die Kommende lag bei der Marienkirche im südwestlichen Zipfel der Altstadt von Duisburg. Archäologische Untersuchungen deuten auf einen Adelssitz des 11./12. Jahrhunderts im Bereich der Kommende hin. Die Kommendegebäude lagen östlich der Kirche. Ursprünglich lag die Kirche außerhalb der Mauern, wurde wohl 1295 in den Mauerring miteinbezogen. Der Kirchenbereich lag dadurch direkt innen an der Stadtmauer. Durch den Bau von Befestigungsanlagen Anfang des 17. Jahrhunderts wurden die Gebäude der Kommende weitgehend zerstört. Die Marienkirche blieb zunächst erhalten, wurde 1789 wegen Baufälligkeit geschlossen und wurde 1802 durch einen Neubau an leicht versetzter Stelle ersetzt.

## Geschichte
Die Johanniterkommende Duisburg gehört zu den ältesten Niederlassungen des Johanniterordens in Deutschland. Wann genau die Johanniter nach Duisburg kamen, lässt sich mangels Urkunden nicht sagen. In den 1150er Jahren baten sie Erzbischof Arnold II. von Köln ihre vor den Mauern von Duisburg neu erbaute Kirche zu Ehren der Heiligen Jungfrau Maria und des Heiligen Johannes des Täufers zu weihen. Da Erzbischof Arnold verhindert war, übertrug er die Weihe der neuen Kirche seinem Amtskollegen Bischof Friedrich II. von Münster, der die Weihe auch tatsächlich vornahm und eine Urkunde darüber ausstellte. Aus dem Text geht hervor, dass damals schon ein Hospital bestand, das von den Johannitern unterhalten wurde. Die Urkunde ist leider ohne Datum, doch ergibt sich aus den Amtszeiten der beiden genannten Kirchenfürsten der Zeitraum 1152 bis 1156 (nach Hellemanns: 1153/54) für die Weihe der Kirche bzw. das Ausstellungsdatum der Urkunde. Die Kirche diente ursprünglich nur als Kirche für das Hospital und für den Konvent der Johanniter. Sie wurde aber 1187 durch den Kölner Erzbischof Philipp zur zweiten Pfarrkirche von Duisburg erhoben. Dazu wurde ein sehr kleiner Teil des Sprengels der St. Salvator-Kirche abgetrennt, vermutlich nur ein Häuserviertel innerhalb der Mauern Duisburgs. Das Hospital wurde in einer Urkunde von 1189 als Hospital zum Heiligen Grab bezeichnet. In dieser Urkunde erscheint erstmals ein Magister Her(mann), sodass um diese Zeit bereits eine Kommende vermutet werden kann. Interessanterweise kamen die Pfarrrechte der St. Salvatorkirche 1254 in den Besitz des Deutschen Ordens.
1209 schenkte das Ehepaar Hildebrand und Blitha der Kirche St. Marien und St. Johann Baptist ein Haus mit Garten und Land in der Stadt mit den zugehörigen Renten. Sie stifteten außerdem für sich eine jährliche Seelenmesse und gaben dazu 4 Mark Silber. Der Archidiakon von Lüttich, Heinrich von Dicke, und sein Bruder Konrad, die aus dem Pfarrbezirk von St. Marien und St. Johann Baptist stammten, schenkten 1228 ihren Hof in Düssern (heute Duissern) dem Hospital der Johanniter. Der jeweilige Vorsteher des Hospital sollte auch der Verwalter des Hofes in Duissern sein. Der Hof wurde von Meister Heinrich der Kommende Burgsteinfurt in Besitz genommen. Duisburg war damals also noch keine selbständige Kommende, sondern unterstand der Johanniterkommende Burgsteinfurt. 1246 kaufte das Ordenshaus in Duisburg einen Hof auf der Gemarkung Harzopf (zwischen Mülheim an der Ruhr und Werden) vom Bruder des Vogts zu Werden. Sie übernahmen mit dem Hof auch die darauf sitzenden Hörigen, die Witwe Aleidis mit ihren Söhnen und Nachkommen. Die Pacht betrug jährlich 2 Malter Roggen, Hafer und jedes Jahr ein Schwein im Wert von 12 Denaren. Dazu hatten sie auch einen Acker in Rellinghausen in Erbpacht. In dieser Urkunde kommt mit H(ermann) zum ersten Mal ein Magister vor. Noch 1242 ist dieser H(ermann) nur als Provisor bezeichnet. In einer Urkunde von 1251 erscheint dieser Hermann erneut als Magister, neben ihm werden noch T(homas) der Ökonom und Bruder Reiner als Procurator genannt. Damit kann der Übergang zu einem selbständigen Ordenshaus und einer Kommende wohl in den kurzen Zeitraum von 1242 bis 1246 gelegt werden.
Etwas später erwarben die Duisburger Johanniter eine Mühle bei der Stadt, die sie 1271 einem Duisburger Bürger in Erbpacht gaben. In dieser Urkunde ist nun der damalige Meister Giselbert ausdrücklich als commendator bezeichnet. Das Duisburger Ordenshaus kann nun ab 1271 sicher als Kommende bezeichnet werden. Unter den Zeugen werden die zwei Pfarrer an St. Marien Gerhard und Johannes und zwei weitere Brüder Arnold und Rudolf genannt. Bemerkenswert an der Urkunde ist, dass der Kommendator von Burg an der Wupper, Erwin noch vor dem Duisburger Kommendator Giselbert an erster Stelle der Zeugen steht. Dies deutet Unkelsbach so, dass das Ordenshaus unter einem gewissen Einfluss der Johanniterkommende in Burg an der Wupper stand.
1264 schenkte Aleidis, die Tochter des Johannes und der Christine von Techuos den Hof Calchove genannt an das Duisburger Ordenshaus der Johanniter. Abt Albero von Werden gab dazu seine Zustimmung, vermutlich war der Hof ein Lehen des Klosters Werden. Anfang der 1290er Jahre gab Bruder Hermann von Mainz, Kommendator in Köln und Stellvertreter des Meisters in Deutschland diesen Hof Calchove mit allem Zubehör dem Duisburger Bürger Johannes Munter in Erbpacht, gegen einen Jahreszins von 8 Schilling. Er musste allerdings für die Instandhaltung des Hauses selber aufkommen.
1277 war der Kellner der Äbtissin Kunigunde des St. Quirinus-Stifts in Neuss, ein gewisser Gerhard, in den Johanniterorden eingetreten und vermachte der Niederlassung in Duisburg ein Hofgut in Uedesheim. Das 42 Morgen große Hofgut war ein Lehen des St. Quirinus-Stiftes in Neuss, sodass die Zustimmung der Äbtissin des Stifts zur Transaktion nötig war. Äbtissin Kunigunde wandelte das Hofgut in ein Erbzinsgut um. Die Duisburger Johanniter konnten das Gut natürlich nicht in Eigenregie bewirtschaften. 1280 vergab Kommendator Heinrich das Hofgut an Jakob, den Vogt von Uedesheim und dessen Frau Vigmodis in Erbpacht. Sie mussten dafür jährlich 4 Schillinge, 10 Malter Roggen und ein Pfennig bezahlen, fällig an St. Remigius-Tag (13. Januar); die Abgaben mussten auf Kosten des Pächters nach Neuss gebracht werden. Zu dieser Vergabe des Hofgutes in Üdesheim in Erbpacht gab Kommendator Erwin von Burg an der Wupper seiner Zustimmung. Er wird in dieser Urkunde als Stellvertreter der Johanniter für Niederdeutschland bezeichnet.
Das Hospital und die Kirche wurden wahrscheinlich um/vor 1295 in den Mauerring von Duisburg einbezogen und bildeten noch im Spätmittelalter und frühen Neuzeit eine deutliche Ausbuchtung im Mauerring. Die Stadt errichtete ein Wachthaus auf der Mauer zwischen der Stallung und den Wohngebäuden und erhielt das Durchgangsrecht durch die Stallung zum Wachthaus. Wahrscheinlich betrieb die Kommende also noch Eigenwirtschaft. 1380 schloss die Stadt Duisburg einen neuen Vertrag mit der Kommende. Der Konvent überließ der Stadt den sogenannten Grashof der außen an der Stadtmauer lag. Die Johanniter mussten sich verpflichten die Fenster des unteren Saales zum Feld hin zu vermauern und auch keine neuen Fenster einzubrechen. Die drei kleinen Fenster auf dem untersten Söller durften aber offen bleiben. Im Gegenzug gab die Stadt ihr Wachthaus auf der Mauer zwischen der Stallung und dem Wohngebäude auf, ebenso das Durchgangsrecht durch die Stallung. Alle vor 1295 erworbenen Güter wurden nicht besteuert.
Das Hospital wurde zu einem nicht genau bekannten Zeitpunkt aufgegeben. Es muss auf jeden Fall vor 1397 veräußert worden sein, denn 1397 verkaufte der Duisburger Bürger Heinrich Coepmann das Hospital an die Stadt Duisburg.
1341 gehörte die Johanniterkommende Duisburg zur Ballei Westfalen innerhalb der Unteren (Groß-)Ballei (inferioris balnye). Nach einem Beschluss des Generalkapitels der deutschen Ordensprovinz der Johanniter 1341 in Strunis, sollten Bruder Albert von Ulenbrok sieben Kommenden (Duisburg, Walsum, Wesel, Borken, Burgsteinfurt, Lage und Herford) übergeben werden. Es ist zu vermuten, dass er diese Kommenden als Bailli bekommen sollte, nicht als Kommendator, da der Duisburger Kommendator Johannes Hunder(t)hosen als Ko-Visitator fungierte. Bei der gleichzeitigen Visitation wurde die Anzahl der Brüder, die Schulden und die Einnahmen der jeweiligen Kommenden erfasst. Der Konvent in Duisburg bestand damals (1341) aus sechs Brüdern; dahinter folgt die Angabe tribus marcis argenti (ein Drittel Silbermark), leider ohne weitere Bezeichnung, ob Schulden oder Einnahme. Nach den „Soll-Zahlen zum Personalbestand der deutschen Johanniter vom Jahre 1367“ betrugen die Sollzahlen für Duisburg drei Priesterbrüder. Inwieweit diese Sollzahlen tatsächlich eingehalten wurden, ist nicht bekannt.
1495 war der Großbailli Petrus Stolz Inhaber der Kommende Duisburg. Er hatte aber noch eine ganze Reihe anderer Kommenden unter sich. Er ließ die Niederlassung in Duisburg daher von Bruder Theodoricus Amelonge verwalten. Außer dem Administrator Amelonge lebten noch drei weitere Brüder im Konvent, Bruder Johannes Tynenmecher, Bruder Theodoricus von Holten und Bruder Herbertus Vogelsanck. Sie hielten sich zur Bedienung einen Koch mit seinem Gehilfen und einen Hausknecht.
Duisburg gehörte in der Reformationszeit zum Herzogtum Kleve, dessen Herzog Johann die Reformation noch 1525 als ketzerisch verdammte. Erst sein Sohn Johann Wilhelm bekannte sich zur Reformation. Für seinen Krieg um Geldern ließ er zahlreiche geistliche Institutionen einziehen und die Kirchengeräte beschlagnahmen, so auch in Duisburg. 1543 erteilte der Rat der Stadt dem Johanniterkommendator (und auch dem Deutschordenskommendator) den Auftrag „gute“ Prediger einzustellen. Der neue Prediger Johannes Rithlinger näherte sich langsam der neuen Lehre an und feierte 1554 das Abendmahl in beiderlei Gestalt; der Schritt zur Reformation war vollzogen. 1540 lebten noch vier Brüder in der Niederlassung, darunter der comendator sive procurator Adrian Inckhuys. Die Duisburger Niederlassung hatte zu diesem Zeitpunkt bereits ihre Selbstständigkeit verloren und war der Kommende in Herrenstrunden und Burg an der Wupper unterstellt.
Seit der zweiten Hälfte des 16. Jahrhunderts hielten sich wahrscheinlich keine Brüder mehr im Konvent auf. Die Niederlassung wurde aber nicht völlig aufgegeben, sondern direkt an die Kommende Herrenstrunden angeschlossen. 1554 verpachtete die Johanniterkommende zu Duisburg das bei Ossum gelegene sog. „Damengut“ an Johann von Mero(e)de. 1585 verpachtete der Kommendator von Herrenstrunden Wilhelm von Loeben die Johanniterniederlassung in Duisburg mit allem Zubehör auf 12 Jahre an Johann Foß für 200 Taler jährlich. Nach dem Lagerbuch von Herrenstrunden vom Jahr 1689 bestand die Niederlassung aus 11 Morgen Hausplätzen und Gärten, 556 Morgen Ackerland, 2 Morgen Wiesen und 13¾ Morgen Wald. Außerdem gehörte noch dazu der Zehnt von 68 Morgen Land in Linn und Oppum. 1803 wurde die Ordensniederlassung in Duisburg aufgehoben.

## Besitz der Kommende
Die Johanniter besaßen einigen Besitz in Duisburg und den Dörfern der Umgebung. So hatten sie Besitz in:
- Duissern
- Wanheim
- Angerhausen
- Serm (Amt Ratingen)
- in der Vogelsweide bei Duisburg
- Speldorf
- Meiderich
- Beeck
- Dinslaken
- Linn
- Latum (heute Meerbusch)
- Ossum
- Uedesheim

1350 und 1431 sind die Duisburger Johanniter auch als Waldbesitzer ausgewiesen und besaßen 1515 eine Windmühle. Im Laufe der Zeit wurden die Besitzungen meist verpachtet. 1651 hatten sie auch Fischereirechte außerhalb der Duisburger Landwehr.

## Kommendatoren und Meister
Die Kommendatoren der Niederlassung in Duisburg sind bisher nur sehr lückenhaft bekannt.
| Amtszeit            | Kommendator                                     | Sonstige Ämter und Bemerkungen |
| ------------------- | ----------------------------------------------- | --- |
| 1187/89             | Her(mann), Magister                             | |
| 1209                | Engilhard, provisor                             | |
| 1228 bis 1251       | Heinrich, domus magister, dispensator           | |
| 1242, 1246          | Hermann, Procurator, Provisor                   | |
| 1271                | Giselbert, Kommendator                          | |
| 1279                | Gottfried, Kommendator                          | |
| 1280                | Heinrich                                        | |
| 1341                | Johannes Hunder(t)hossen                        | |
| 1357                | Ludolf                                          | |
| 1368                | Lubberus de Dome/von Dehem/Deem, Kommendator    | war 1384 Bailli der Ballei Westfalen |
| 1376 bis 1380       | Macharius (Magorius) von Kückelsheim            | |
| 1389                | Johann von Volden                               | |
| 1401 bis 1407       | Johann Vogel                                    | identisch mit dem Johann von Volden? |
| 1418 bis 1428       | Gerhard Vuyst                                   | erhielt 1428 die Kommende Walsum |
| 1433 bis 1434       | Gerhard von Friemersheim/Vrymersheim            | |
| 1437                | Heinrich von den Lo                             | |
| 1449 bis 1451       | Heinrich Wyttenbach/Wyttenberg/Wittenberg       | |
| 1479 bis 1491       | Dietrich Amelonck                               | |
| 1495                | Peter Stolz von Bickelheim                      | bis 1480 Kommendator in Meisenheim, war 1480 bei der Verteidigung von Rhodos dabei, 1487 bis 1488 Kommendator in Hemmendorf, 1492 bis 1493 Kommendator in Frankfurt, 1493 bis 1502 Kommendator in Mainz, 1495 Kommendator von Burg an der Wupper, 1498 Großbailli, 1501 bis 1503 Kommendator in Biberstein |
| 1512, 1521 bis 1529 | Heiffert (Heyvart) Vogelsanck/Heinart Vogelsang | |
| 1526 bis 1535       | Nikolaus Stolz von Gaubickelheim                | |
| 1535 bis 1543       | Adrianus Inckhuys, Kommendator oder Prokurator  | |
| 1549 bis 1554       | Johann Victor                                   | |